# Baldovinești, Teleorman
Baldovinești este un sat în comuna Ciolănești din județul Teleorman, Muntenia, România. Se află în partea de nord a județului,  în Câmpia Găvanu-Burdea. La recensământul din 2002 avea o populație de 552 locuitori. La marginea localității se află ruinele bisericii fostei mănăstiri Baldovinești (sec. XVII). Acestea sunt incluse în lista monumentelor istorice (cod:TR-II-m-A-14274). Denumirea se trage de la vechiul patronim Baldovin (care există în alte limbi sub formele Baldovino, Baudouin, Baldwin), care ea însăși se trage de la zeul frumuseții din mitologia nordică, anume Baldur.